# شبرث (كامبريدجشير)
شبرث (بالإنجليزية: Shepreth)‏ هي قرية وأبرشية مدنية تقع في المملكة المتحدة في إنجلترا. يقدر عدد سكانها بـ 819 نسمة .